# Зайцевский сельсовет (Башкортостан)
Зайцевский сельсове́т (баш. Зайцев ауыл советы) — упразднённая в 2008 году административно-территориальная единица и сельское поселение (тип муниципального образования) в составе Янаульского района Башкортостана. Объединён с сельским поселением Первомайский сельсовет. Административный центр — село Зайцево.

## Состав
- с. Зайцево,
- д. Татаркино,
- с. Чераул

## История
В 2008 году произошло объединение Зайцевского и Первомайского сельсоветов с сохранением наименования «Первомайский» (Закон Республики Башкортостан от 19.11.2008 N 49-з «Об изменениях в административно-территориальном устройстве Республики Башкортостан в связи с объединением отдельных сельсоветов и передачей населённых пунктов»).